# Tosia Malamud
Tosia Malamud (en ucraniano: Тося Маламуд) fue una escultora originaria de Ucrania que vivió en México, donde generó toda su obra.

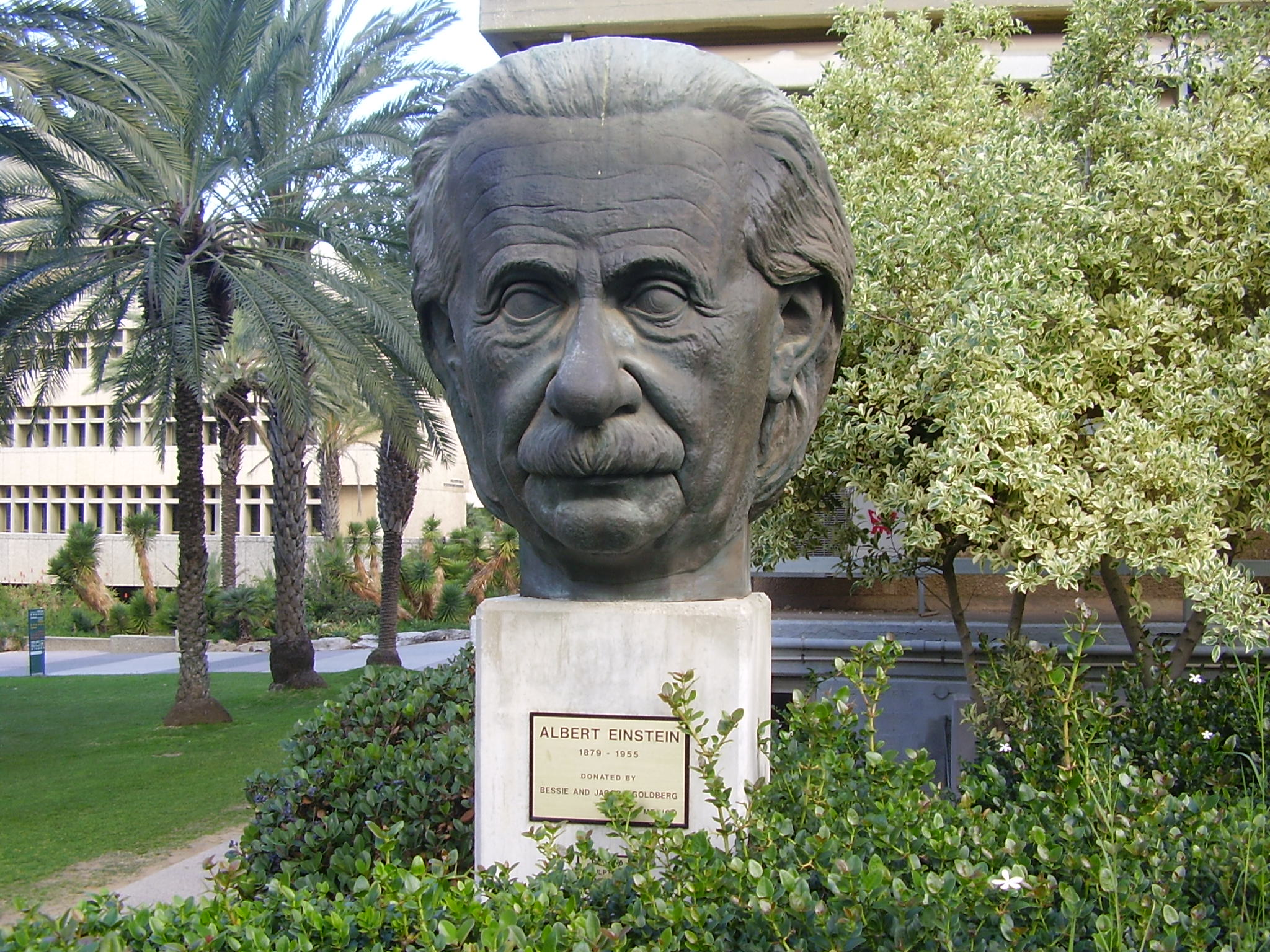
Busto de Albert Einstein, creado por Tosia Malamud.

Nació en 1923 en el poblado de Vinnystsya. Debido a la situación político-económica, su familia se vio forzada a huir de Ucrania cuando Tosia apenas tenía 4 años, llegando a México en 1927.
Estudió en la Escuela Nacional de Artes Plásticas de la UNAM, lugar en el que definió su estilo, llevándola a conocer a gran parte de los miembros del Salón de la Plástica Mexicana.
Hoy en día su obra se exhibe en varios países, desde México hasta Bulgaria; se pueden encontrar su obras en instituciones como el Tec de Monterrey (Campus Monterrey) o el camellón de Reforma (en el cruce con Palmas).

## Temática
- Rodrigo Delgado. «El Legado de Tosia». Archivado desde el original el 13 de julio de 2009. Consultado el 24 de julio de 2009. «En su obra, Tosia Malamud, abordó diferentes temas como la maternidad y los infantes, los estados anímicos, las reflexiones y el amor. Es por su versatilidad, su creatividad, su expresividad y su técnica, que hoy en día se considera a esta artista como una de las mejores artistas contemporáneas en México.»

- Datos: Q6151063
- Multimedia: Tosia Malamud / Q6151063